# هربرت فوکس
هربرت فوکس (آلمانی: Herbert Fux؛ ‏ ۲۵ مارس ۱۹۲۷ – ۱۳ مارس ۲۰۰۷) بازیگر اهل اتریش بود.

## گزیدهٔ نقش‌آفرینی‌ها
- استریکس و اوبلیکس علیه سزار (۱۹۹۹)
- سه تفنگدار (۱۹۹۳)
- اگون شیله: زیاده‌روی و مجازات (۱۹۸۰)
- ویتسک (۱۹۷۹)
- موشک سری (۱۹۷۹)
- توطئه اورانیوم (۱۹۷۸)
- تخم مار (۱۹۷۷)
- نامه‌های عاشقانه یک راهبه پرتغالی (۱۹۷۷)
- جک قاتل (۱۹۷۶)
- آبروی از دست رفته کاترینا بلوم (۱۹۷۵)
- پرونده اودسا (۱۹۷۴)
- دو ساد ۷۰ (۱۹۷۰)
- قلعه فو مانچو (۱۹۶۹)
- آنتسیو (۱۹۶۸)
- فراتر از قانون (۱۹۶۸)
- خاکسپاری در برلین (۱۹۶۶)
- خاطرات کوئیلر (۱۹۶۶)
- لولو (۱۹۶۲)
- سرجوخه گریزپا (۱۹۶۲)